# 大学学术表现排名
大学学术表现排名（英語：University Ranking by Academic Performance, URAP）是由土耳其中東技術大學信息学院开发的大学排名。自2010年以来，该学院每年都会发布土耳其全国和全球排名，共收录了高达2000所高校。
URAP的科学计量学测量基于通过Web of Science和inCites科学信息研究所获得的数据。对于全球排名，URAP采用学术表现指标，包括文章数量、引用量、文献总数、文章影响力总数、引用影响力总数和国际合作。